# Ouadi Ghweibba
Le Ouadi Ghweibba est une vallée d'Égypte drainée par un oued se jetant dans le golfe de Suez, au niveau de la station balnéaire d'Ain Soukhna. Orientée vers l'est, elle est située à l'extrémité septentrionale de l'Itbay, la chaîne de montagnes longeant la côte de la mer Rouge, et notamment du Gebel el Galala.